# Portugalská východní Afrika
Portugalská východní Afrika je název pro portugalská zámořská území rozkládající se ve východní Africe, především na území dnešního Mosambiku.
Portugalské obchodní stanice se na východoafrickém pobřeží poprvé objevily v roce 1498, když mořeplavec Vasco da Gama jako první Portugalec dosáhl Mosambického pobřeží. Některé z těchto kolonií byly později v 19. století převzaty pod kontrolu portugalskou výsadní koloniální Mosambickou společností.
Portugalci v oblasti ovládli následující kolonie, které se souhrnně nazývají Portugalská východní Afrika:
- Lourenço Marques – od roku 1898 centrum Portuglaské východní oblasti, dnešní Maputo, hlavní město Mosambiku.
- Inhambane
- provincie Manhica a Sofala – až do roku 1942 spravovány Mosambickou společností.
- Quelimane a Tete – tyto dvě provincie byly zpočátku oddělené a tvořily provincii Zambezia.
- Moçambique – dnešní provincie Nampula. Opevněné město na stejnojmenném ostrově budované od 16. století bylo hlavním městem této portugalské oblasti.
- Niassa – až do roku 1929 spravována Niassijskou společností

V roce 1951 se všechny kolonie spojily v jedinou kolonii pod názvem Moçambique. Ve většině případů zůstala původní jména kolonií i dnešním Mosambickým provinciím.